# 方伯謙

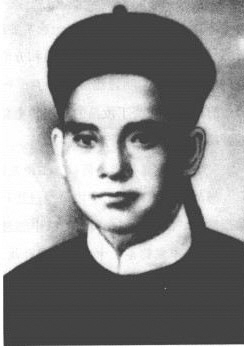
方伯謙

方伯謙（1853年1月14日—1894年9月24日），福建省福州府侯官县人，字益堂，北洋水师将领。福建船政学堂首届驾驶专业毕业生。甲午戰爭時擔任济远号管带，黃海海戰後，清廷以“臨陣脫逃罪”將其處決。

## 生平
方家兄弟四人，方伯谦居长，父亲是个私塾教师。1867年，十五岁的方伯谦考取福建船政学堂，从此开始学习海军。1871年毕业后，方伯谦与刘步蟾、林泰曾、林永昇、葉祖珪等人，登建威练习船实习，进行了中国近代海军史上的第一次远航。航行北至北洋的天津，南至南洋的新加坡、檳榔嶼等口岸。
1877年，清政府派遣第一批留欧学生出国深造海军专业。方伯谦奉派，偕同严宗光（后改名严复）、萨镇冰、葉祖珪、刘步蟾等，前往英国格林威治皇家海军学院深造驾驶专业；先学习理论，后上军舰实习，一年半后毕业。毕业以后，方伯谦先被派到英国犹太拉军舰赴印度洋实习，尔后又经历了全球各大洋的航行。
回国后，歷任镇西、镇北炮船、威远练船管带。1885年，调管济远快船。1889年，升署北洋海军中军左营副将，委带济远快船。1892年，署海军副将期满，改为实授。甲午战争爆发前夕，方伯谦曾上条陈于李鸿章，建议速添快船，改善装备，使“彼自闻而震慑”。1894年，朝鲜爆发起义，清廷派兵帮助平乱，丁汝昌以济远管带方伯谦为队长，护卫爱仁、飞鲸等运兵船到牙山。7月25日凌晨4时，運兵船將所载人马、炮械等全部上岸后，济远號返航。上午7時，济远号在丰岛海域遇日舰“吉野”、“秋津洲”、“浪速”三舰袭击，在炮伤日舰吉野號，后回到威海。9月17日上午11時，黄海海战爆发，戰況激烈，14时30分，超勇號沉没，不久扬威號起火，同时平远、广丙及鱼雷艇前来参战。15时，致远號因中弹多，遂冲向吉野號，后中弹沉没，15:30左右，方伯謙以“伤处甚多，船头裂漏水，炮均不能放，驶回修理”为由，脱离战场，奔回旅顺。广甲号管带澄海营守备吴敬荣見狀亦随逃。由於济遠艦自行退卻，致使北洋艦隊，隊形被破壞，成為慘敗的原因之一。次日凌晨，方伯谦率济远回到旅顺。9月19日晨，方伯谦奉令前往三山岛拖回搁浅的广甲舰。由于广甲触礁严重，济远拖曳不动，只好在9月23日早晨将广甲官兵运至旅顺口。1894年9月24日凌晨，北洋官兵仍在睡夢之中，方伯谦被清政府以“臨陣脫逃罪”处斩于旅顺黄金山脚下，时年42岁。時人以為冤。1895年2月日本联合舰队司令伊东祐亨接见北洋水师洽降专使程璧光时亦曾不解地问：“牙山之役方伯谦甚谙海战，何故杀之？”
關於濟遠與廣甲"同罪"不同罰的事，提督丁汝昌的奏章是寫方伯謙「首先逃走，致將船伍牽亂，實屬臨陣退縮，著即行正法」，廣甲吴敬荣是跟著逃跑，所以只有"革職留營，以觀後效"。至於濟遠艦是否真的首先逃走，雖有爭論，但支持丁汝昌說法的文獻較多。濟遠艦火力與噸位皆約是廣甲的兩倍，防護力更遠勝木殻鐵脅艦的廣甲，當時濟遠與廣甲同隊，考量戰力，似亦不應同罪。